# ایتسای
ایتسای (به لاتین: Itsay) یک منطقهٔ مسکونی در قرقیزستان است که در استان جلال‌آباد واقع شده‌است. ایتسای ۲٬۰۵۷ متر بالاتر از سطح دریا واقع شده‌است.